# Heroes of Might and Magic Online
Heroes of Might and Magic Online es un juego videojuego de rol masivo multijugador en línea de estrategia por turnos realizado en 2.5D, basado en el universo de Heroes of Might and Magic. Un mundo persistente con cientos de campañas, Arenas y torneos PK, dándonos la posibilidad de crear clanes y construir ciudades en las diferentes facciones.
El juego está realizado para el mercado de China, desarrollado por Netdragon. es parte de la franquicia Heroes of Might and Magic.
Originalmente planeado para salir a finales de 2005, fue pospuesto por 3 años, y el lanzamiento final fue en mayo de 2008.
En mayo de 2010 se lanzó una versión internacional en inglés, dirigida al mercado de Asia. En julio de 2012 se clausuró el último servidor internacional, seguramente debido a restricciones de licencia por parte de Ubisoft.
Actualmente los jugadores procedentes de los servidores internacionales están traduciendo al inglés la interfaz del juego para los servidores chinos.
El juego es gratuito.

## Historia de fondo
La historia de fondo es situada en el mismo mundo que en Heroes III (mayormente el reino de Erathia) aunque Ubisoft con los derechos de la marca Might and Magic introdujo un nuevo universo para la serie completa de Might and Magic tras adquirir los derechos al quebrar 3DO.

## Características
Heroes of Might and Magic Online implementa cuatro escuelas de magia, y permite a los jugadores escoger al comienzo entre 9 de las 10 facciones jugables. Cada facción dispone de 7 niveles de unidades, sumando un total de 70 diferentes (con 3 niveles cada una). Se desarrolla en tres etapas:
- Un mapa global, donde los jugadores se mueven e interactúan como en cualquier típico MMORPG (en tiempo real).
- Un mapa estratégico, similar a los mapas de Heroes III, donde el héroe se mueve por turnos (simultáneos si es un mapa multijugador,no hay que esperar a los otros).
- Un mapa en 3D, con combate por turnos usando la rejilla hexagonal táctica, similar al modo de combate en Heroes III.

## Versión Internacional (en inglés)
Una versión de pruebas beta cerrada duró entre el 7 de mayo y el 9 de junio de 2010. El 11 de junio, el juego se lanzó en abierto. It is technically still in open Beta test state.
La versión internacional en abierto estaba limitada sólo para los usuarios con IP asiática, debido a la licencia que TQ tenía de Ubisoft. En los servidores chinos no hay limitación de IP.